# Буркина Фасо на Светском првенству у атлетици на отвореном 2013.
Буркина Фасо су на Светском првенству у атлетици на отвореном 2013. одржаном у Москви од 10. до 18. августа учествовала четрнаести пут, односно учествовала су на свим светским првенствима одржаним до данас. Репрезентацију Буркине Фасо представљао је један такмичар који се такмичио у трци на 100 метара.,
На овом првенству Буркина Фасо није освојила ниједну медаљу, нити је постигнут неки рекорд.

## Учесници
Мушкарци:
- Иносан Болого — 100 м

## Резултати

### Мушкарци
| Атлетичар     | Дисциплина | Лични рекорд | Предтакмичење | Предтакмичење | Квалификације | Квалификације | Полуфинале           | Полуфинале           | Финале               | Финале      | Детаљи                                        |
| Атлетичар     | Дисциплина | Лични рекорд | Резултат      | Место         | Резултат      | Место         | Резултат             | Место                | Резултат             | Место       | Детаљи                                        |
| ------------- | ---------- | ------------ | ------------- | ------------- | ------------- | ------------- | -------------------- | -------------------- | -------------------- | ----------- | --------------------------------------------- |
| Иносан Болого | 100 м      | 10,42        | 10,51         | 2 гр 2        | 10,57         | 7 гр 1        | Није се квалификовао | Није се квалификовао | Није се квалификовао | 48 / 73(75) | Архивирано на веб-сајту (30. септембар 2013), |